# Casa Bettoni
Casa Bettoni, anche chiamata casa dei Bersaglieri, è un edificio storico di Milano situato in corso di Porta Romana al civico 20.

## Storia e descrizione
Il palazzo è un tipico edificio in stile eclettico risorgimentale che combina più stili e fu realizzato a partire dal 1865 dall'architetto Giuseppe Palazzi. Il pian terreno è decorato da un portale ad arco a linee rette spezzate a cui sono affiancate due statue di bersaglieri, da cui la casa prende il soprannome; la linea del portale è ripresa dalla quattro finestre laterali al portale. La divisione verticale in tre partiture è ripresa ai piani superiori con finestre che ricalcano le forme di quelle del piano terreno, mentre al primo piano la decorazione del prospetto è arricchito con bassorilievi a tema risorgimentale: a destra Garibaldi a cavallo si lancia verso la battaglia, al centro l'Italia turrita che ordina ad una vestale di riaccendere la fiamma della patria, e a sinistra Vittorio Emanuele II a cavallo che si lancia in battaglia,  similmente al rilievo di destra. La decorazione risorgimentale è completata con dei medaglioni in terracotta all'interno rappresentanti personaggi illustri italiani.